# Brama w Gorce
Centrum Przyrodniczo-Edukacyjne „Brama w Gorce” – park edukacyjno-przyrodniczy ze ścieżką turystyczną w koronach drzew z dwiema wieżami widokowymi. Centrum znajduje się na terenie pasma górskiego Gorce, w dolinie górskiej w miejscowości Waksmund. Na terenie centrum znajduje się najdłuższa w Polsce i w Europie ścieżka w koronach drzew, jej długość wynosi 1300 m.

## Opis
Budowę zespołu budynków oraz ścieżki w miejscowości Waksmund w dolinie leśnej nad potokiem Mały Kowaniec, ok. 4 km od centrum wsi. Inwestycję rozpoczęto w 2020 roku. W jej ramach pomiędzy Długą Polaną w Nowym Targu a Waksmundem powstał kompleks turystyczno-edukacyjny, obejmujący m.in. budynki centrum edukacyjnego, ścieżkę w koronach drzew, dwie wieże widokowe, parking. Uroczyste otwarcie centrum edukacyjnego nastąpiło 30 kwietnia 2023. Ścieżka edukacyjna w koronach drzew ciągnie się od budynku administracyjnego, stopniowo wznosi do wysokości koron drzew, jej całkowita długość wynosi 1300 metrów. W jej ciągu znajdują się: dwie wieże widokowe (wyższa mierzy 35 metrów, mniejsza 17 metrów), 40-metrowy podziemny tunel z elementami ekspozycji, pawilon edukacyjny z salą kinową, drewniane figury zwierząt, tablice opisowe fauny i flory występującej na terenie Gorców, plac zabaw dla dzieci, sklepik z pamiątkami, kawiarnia oraz restauracja. Do Bramy w Gorce można dojść z parkingu zlokalizowanego przy ul. Na Równi w miejscowości Waksmund (ok. 4 km do Bramy w Gorce) lub z parkingu przy ulicy Partyzantów (ok 1 km). Od strony Nowego Targu można dojść szlakiem turystycznym (szlak zielony - ) prowadzącym z Kowańca, przez Długą Polanę, Oś.Oleksówkę, następnie zejście ze szlaku na drogę w kierunku Centrum Przyrodniczo-Edukacyjnego Brama w Gorce (ok 1,2km). 

Centrum Edukacyjno-Przyrodnicze Brama w Gorce
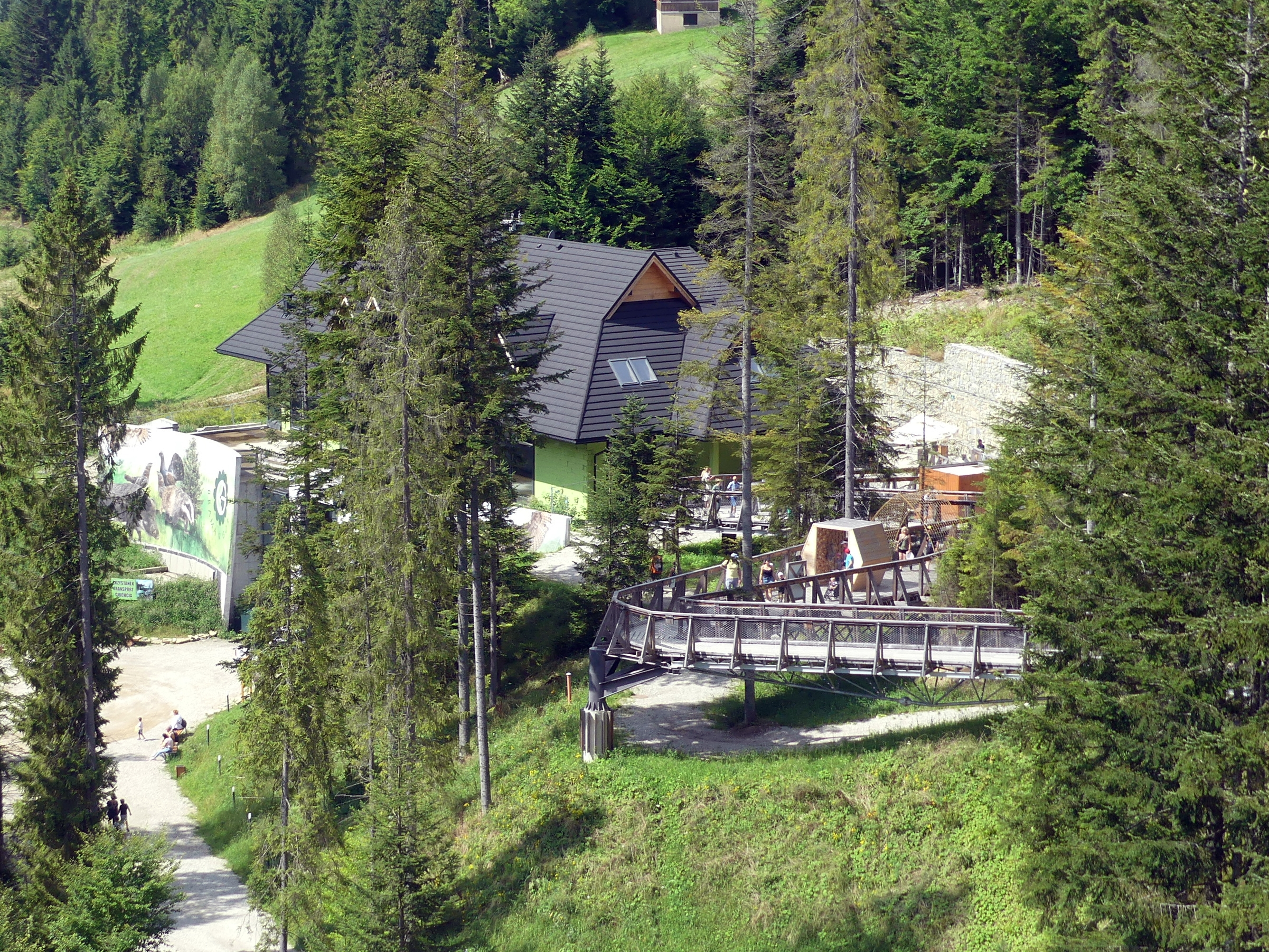
Początek ścieżki edukacyjnej i ścieżki w koronach drzew
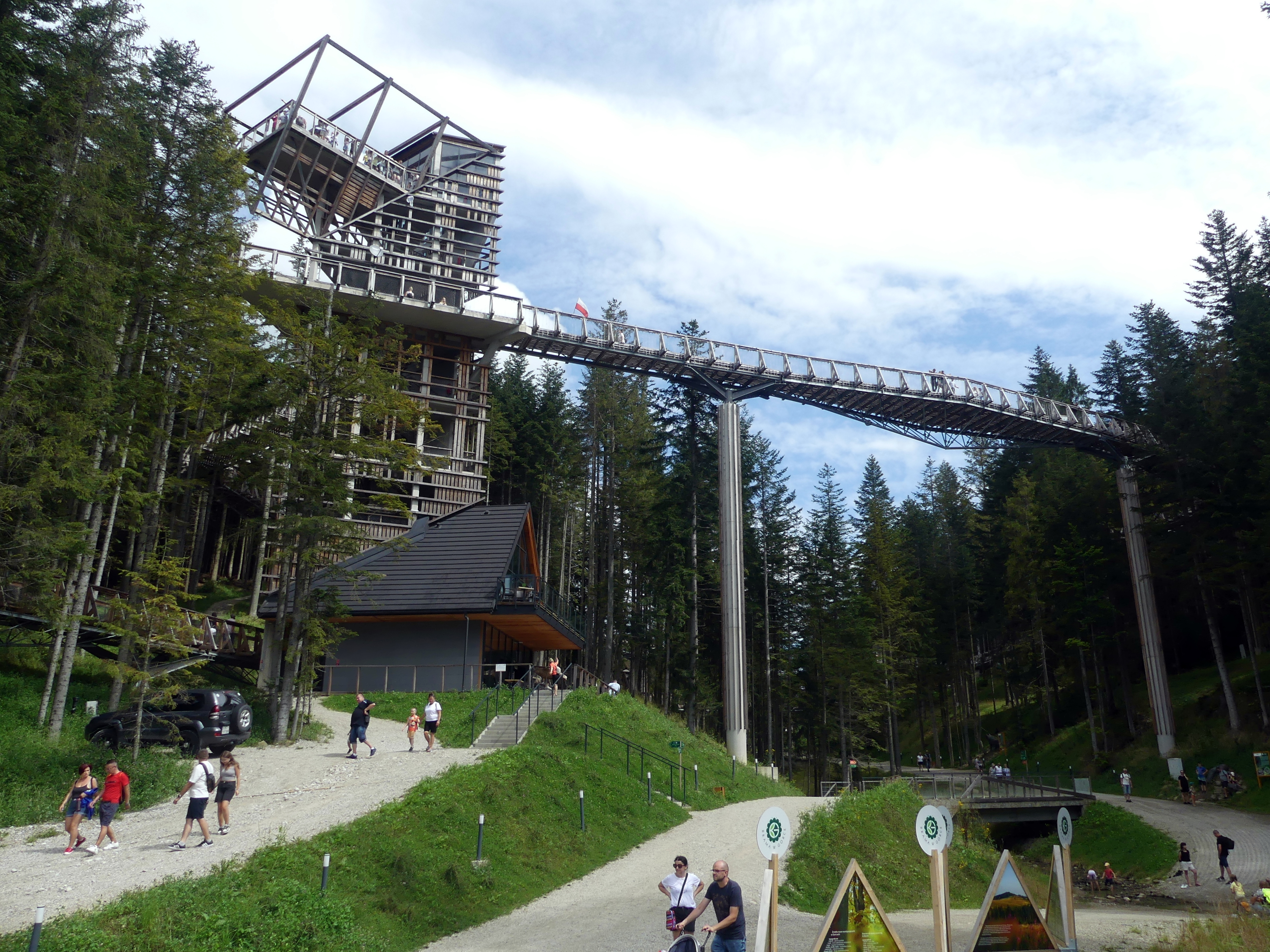
Kładka przez potok Mały Kowaniec, najwyższa wieża widokowa (35m)
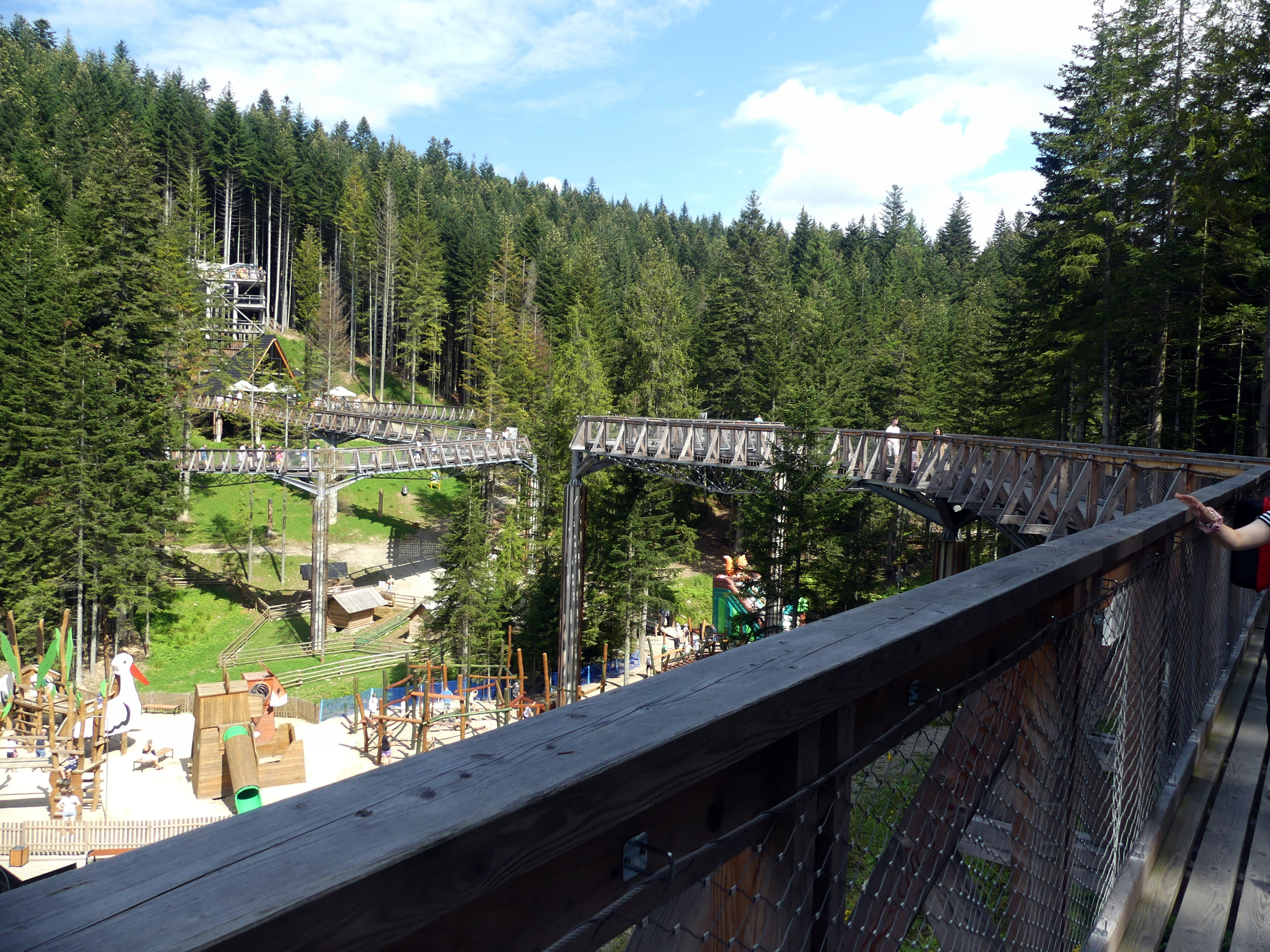
Ścieżka w koronach drzew, wieża widokowa (17m), u nasady wieży wejście do podziemnego tunelu, plac zabaw dla dzieci
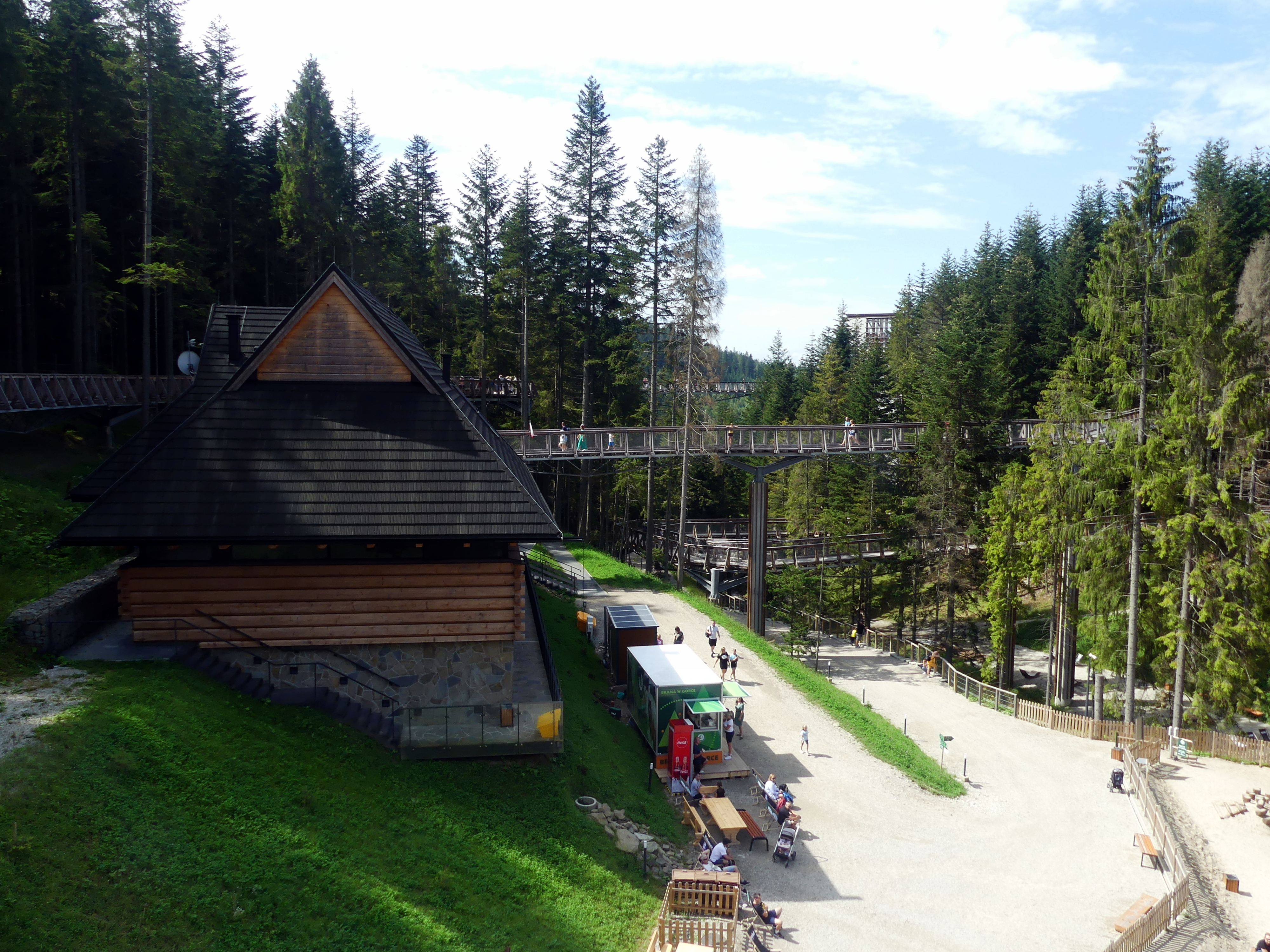
Budynek multimedialno-edukacyjny